# John Arndt Eiesland
Johan "John" Arndt Eiesland (Ny-Hellesund, Søgne, Noruega, 27 de janeiro de 1867 – Morgantown, Virgínia Ocidental, 11 de março de 1950) foi um matemático norueguês-estadunidense, especialista em geometria diferencial.
Eiesland imigrou para os Estados Unidos em 1888 após completar sua educação secundária em Kristiansand. Obteve o grau de bacharel na Universidade da Dakota do Sul em 1891. Foi professor de matemática de 1895 a 1903 no Thiel College, Pensilvânia. Em licença de afastamento estudou matemática na Universidade Johns Hopkins, onde obteve um Ph.D. em 1898. De 1903 a 1907 foi instrutor de matemática na Academia Naval dos Estados Unidos. Em 1907 tornou-se professor de matemática da West Virginia University e catedrático do departamento de matemática de 1907 a 1938, quando aposentou-se.
Eiesland foi eleito fellow da Associação Americana para o Avanço da Ciência em 1903. Foi palestrante convidado do Congresso Internacional de Matemáticos em Toronto (1924).

## Publicações selecionadas
- On Nullsystems in space of five dimensions and their relation to ordinary space. American Journal of Mathematics 26, no. 2 (1904): 103-148.
- On a certain system of conjugate lines on a surface connected with Euler's transformation. Trans. Amer. Math. Soc. 6 (1905) 450–471. doi:10.1090/S0002-9947-1905-1500721-9
- On a certain class of algebraic translation-surfaces. American Journal of Mathematics 29, no. 4 (1907): 363–386.
- On Translation-Surfaces Connected with a Unicursal Quartic. American Journal of Mathematics 30, no. 2 (1908): 170–208.
- On minimal lines and congruences in four-dimensional space. Trans. Amer. Math. Soc. 12 (1911) 403–428. doi:10.1090/S0002-9947-1911-1500898-8
- The group of motions of an Einstein space. Trans. Amer. Math. Soc. 27 (1925), 213–245. doi:10.1090/S0002-9947-1925-1501308-7
- The ruled V44 in S5 associated with a Schläfli hexad. Trans. Amer. Math. Soc. 36 (1934) 315–326. doi:10.1090/S0002-9947-1934-1501745-6